# Тапилула
Тапилула (исп. Tapilula) — посёлок в Мексике, штат Чьяпас, входит в состав одноимённого муниципалитета и является его административным центром. Численность населения, по данным переписи 2020 года, составила 8421 человек.

## Общие сведения
Название Tapilula с языка науатль можно перевести как — место смертной казни.
Поселение было основано в доиспанский период народом соке. 
В период 1486 — 1488 годы регион был завоёван ацтеками во главе с Тильтотлем, а поселение стало центром, где содержали пленных.
В XVIII веке была построена церковь Святого Бернарда.
В 1969 году в посёлок была проведена телефонная связь.
В 1982 году произошло извержение вулкана Эль-Чичон, закрывшее пеплом солнце на несколько дней, и уничтожившее плантации кофе и бананов.